# Thomas Reiter
Thomas Arthur Reiter (Fráncfort del Meno, 23 de mayo de 1958) es un astronauta alemán de la Agencia Espacial Europea y general de brigada [brigadegeneral] de la Luftwaffe. En 2006 era uno de los 50 astronautas que más tiempo habían pasado en el espacio.

## Biografía
En 1982 Reiter recibió su diploma en astronáutica en la Universidad Bundeswehr de Múnich. Completó su entrenamiento como piloto en Alemania y Texas.
Ejerció como ingeniero de a bordo en la misión de la estación espacial Mir Euromir 95 (Soyuz TM-22). Durante sus 179 días a bordo de la Mir, llevó a cabo dos actividades extravehiculares y se convirtió en el primer astronauta alemán en dar un paseo espacial.
Entre 1996 y 1997 realizó entrenamientos adicionales en la nave Soyuz, tras lo cual obtuvo un certificado de «comandante de retorno de Soyuz», que le cualificó para comandar un vuelo de Soyuz de tres tripulantes de vuelta desde el espacio.
Se entrenó para una misión de seis meses en la Estación Espacial Internacional y fue lanzado en el Discovery STS-121 que se uniría a la Expedición 13. La fecha de lanzamiento prevista era el 1 de julio de 2006, se aplazó al 2 de julio y finalmente el lanzamiento se realizó el 4 de julio de 2006 debido al mal tiempo. El Discovery partió el 15 de julio, dejando a Reiter con la Expedición 13. Su misión fue denominada Astrolab por la Agencia Espacial Europea. Volvió a la Tierra a bordo del transbordador espacial Discovery durante la misión STS-116.
Reiter ha estado en el espacio más de 350 días, siendo —en 2006— la persona no estadounidense ni rusa que más tiempo ha estado en el espacio.

## Honores y premios
- Orden del Mérito de la República Federal de Alemania (2007)
- Medalla bávara de Europa[cita requerida] (2008)
- Doctorado honorario de la Facultad de Aeronáutica y Astronáutica en la Universidad Bundeswehr de Múnich (28 de junio de 2010)
- Orden de la Amistad (Rusia, 1996)
- Medalla por los Méritos en la Exploración del Espacio(Rusia, 12 de abril de 2011): por su destacada contribución al desarrollo de la cooperación internacional en vuelos espaciales tripulados.
- Membresía honoraria en la Sociedad Astronáutica Danesa